# Pseudaleucis oyarzuni
Pseudaleucis oyarzuni är en fjärilsart som beskrevs av Bartlett-calvert 1893. Pseudaleucis oyarzuni ingår i släktet Pseudaleucis och familjen mätare. Inga underarter finns listade i Catalogue of Life.